# Estatua de la Madre Patria
La Estatua de la Madre Patria (en ruso: Родина-мать зовёт!, romanización: Ródina-Mat zovyot!, lit. ¡La Madre Patria llama!) es una estatua monumental levantada sobre el cerro Mamáyev Kurgán en Volgogrado (antigua Stalingrado), Rusia, en conmemoración de la batalla de Stalingrado durante la Segunda Guerra Mundial. Fue diseñada por el escultor Yevgueni Vuchétich y por el ingeniero estructural Nikolái Nikitin, y fue declarada la estatua más grande del mundo en 1967. La estatua es compleja desde el punto de vista de la ingeniería, debido a su característica postura con la espada alzada en alto con su mano derecha, con la mano izquierda con un gesto de llamada. 
Esta estatua se basa principalmente en la personificación de la Madre Rusia, aunque también es una moderna interpretación de la Victoria o Niké.  La estatua puede considerarse como una alegoría de la Madre Patria llamando y exhortando a sus hijos a batallar contra el enemigo.

## Construcción y dedicación
La construcción del monumento comenzó en mayo de 1959 y terminó el 15 de octubre de 1967. Cuando el monumento fue inaugurado, era la escultura más alta del mundo, midiendo 87 metros desde la punta de la espada hasta la base de la plataforma. Doscientos escalones, simbolizando los 200 días de la batalla de Stalingrado, conducen desde la parte inferior de la colina hasta el monumento.

## Inspiración y modelo de la escultura
La modelo que posó para la estatua, Valentina Izótova, nativa de la ciudad, todavía es reconocida por su parecido con la estatua. Fue reclutada por Lev Maistrenko, un artista que trabajaba en el complejo al inicio de la década de 1960.

## Galería de imágenes

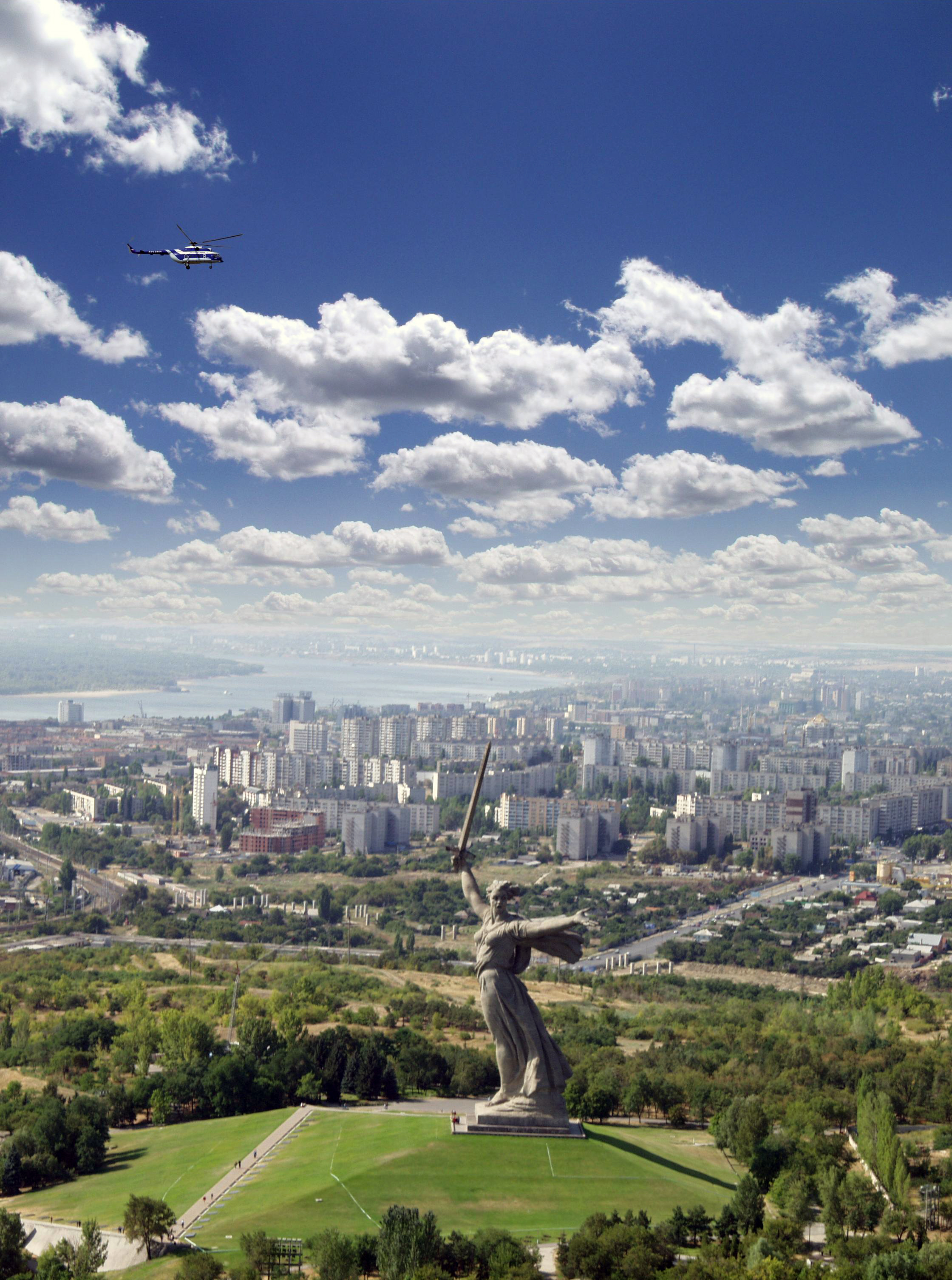
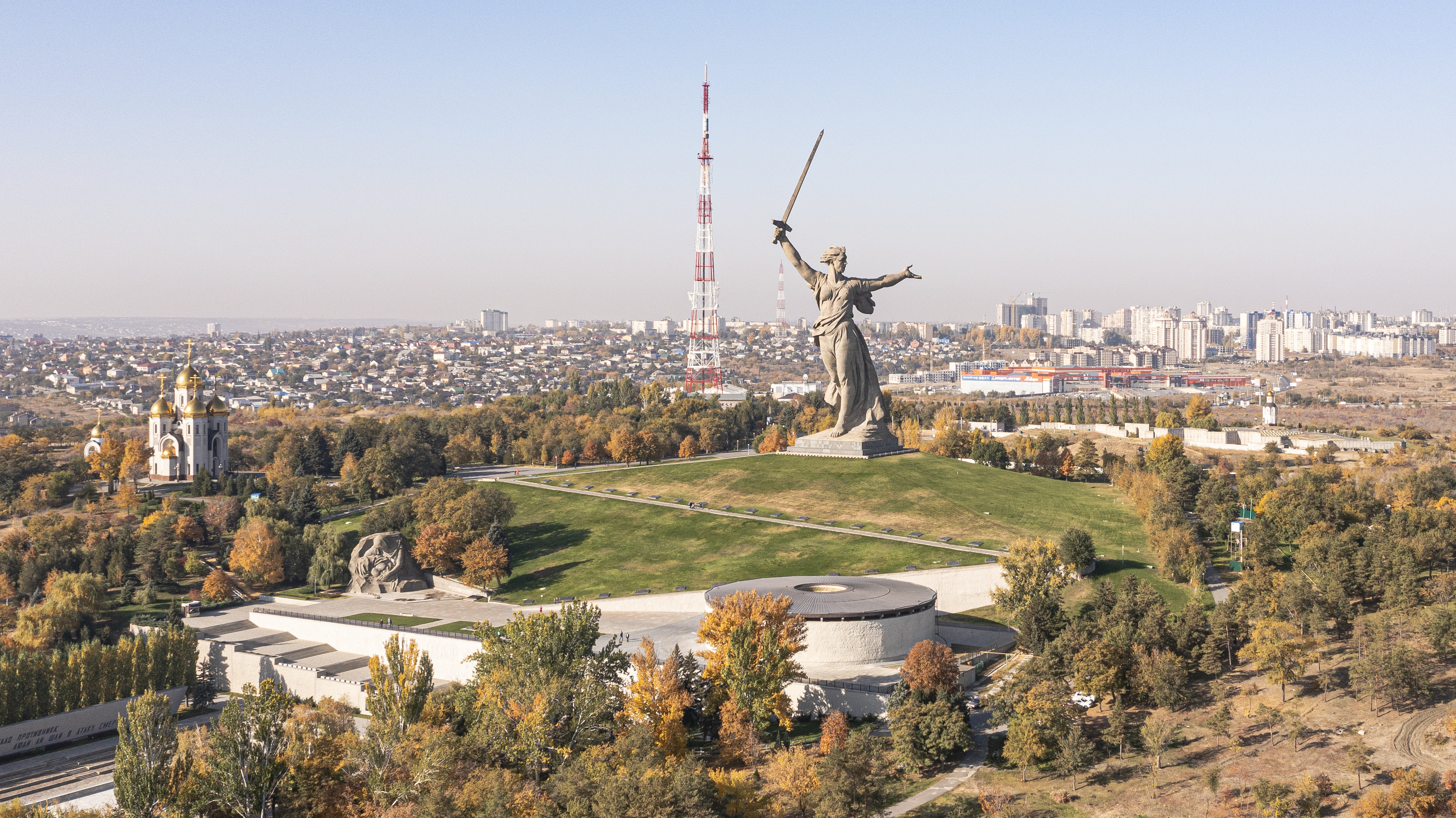
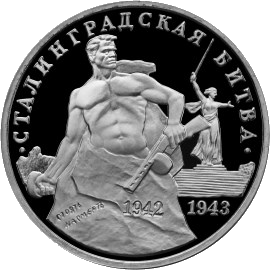
Moneda conmemorativa.
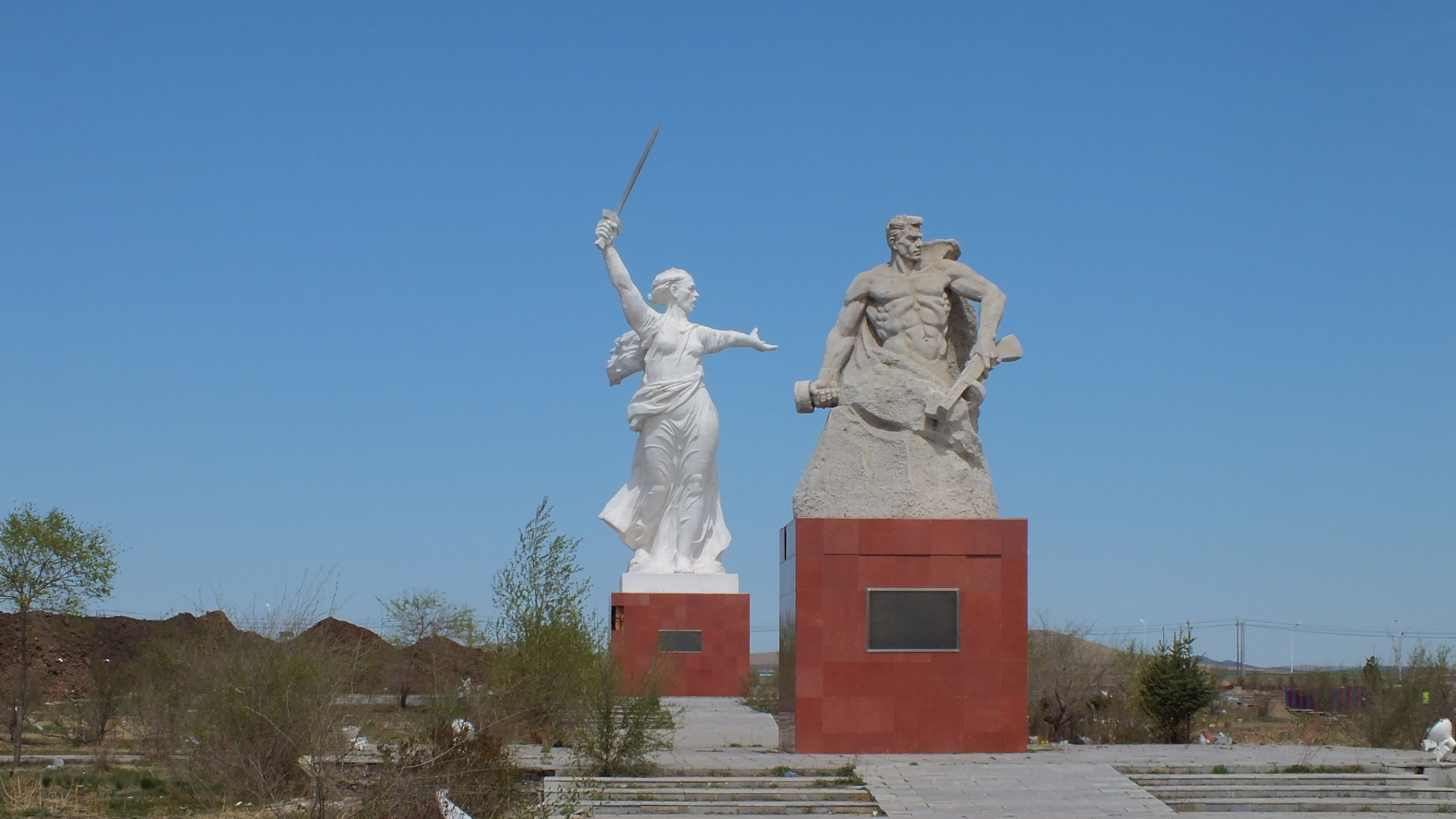
Copia del monumento en China.
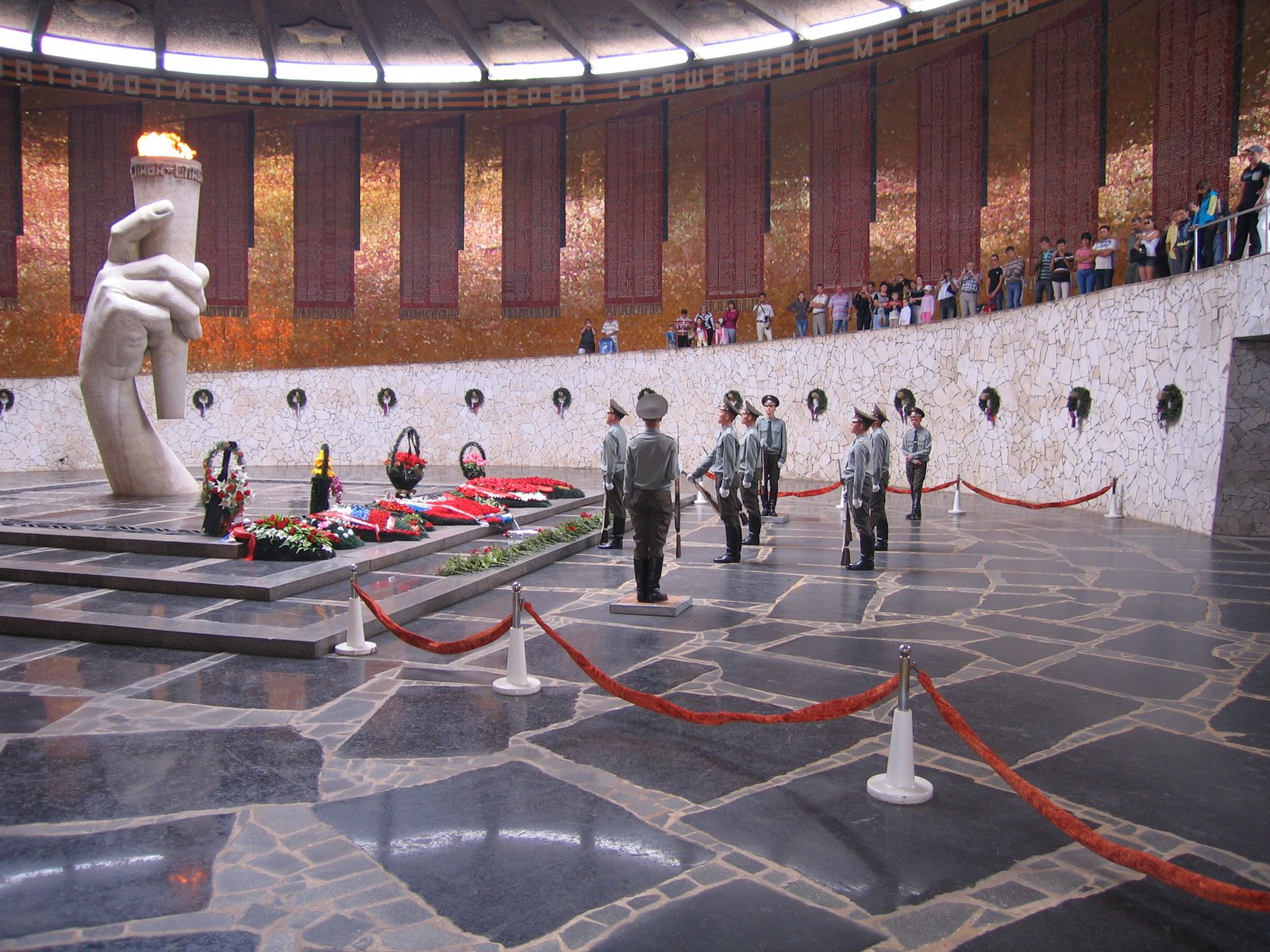
Llama eterna en el complejo memorial de Mamáyev Kurgán.